# L'Ami de l'ordre (journal)
Pour les articles homonymes, voir L'Ami de l'ordre (homonymie).
L'Ami de l'ordre est un journal quotidien catholique belge qui a paru à Namur du 6 août 1839 au 18 novembre 1918.
À la fin de la Première Guerre mondiale, le journal cessa de paraître et un nouveau quotidien catholique reprit le matériel de ce journal. Vers l'Avenir était né.